# Demy (chanteuse)
Pour les articles homonymes, voir Demy.
Dímitra Papadéa (grec moderne : Δήμητρα Παπαδέα), plus connue sous le nom de scène Demy, née le 21 août 1991 à Athènes, est une chanteuse grecque.

## Biographie
Dímitra Papadéa est née le 21 août 1991 à Athènes, de Elena Boubouli et Epaminondas Papadeas. Elle a une sœur, Romy Papadea. 
À l'âge de cinq ans, elle a commencé à prendre des leçons de piano, ce qu'elle continue de faire aujourd'hui. En outre, elle prend actuellement des cours de chant. Jazz, Soul, Rock and Roll et RandB sont cités comme influences musicales. Sa première chanson préférée en grandissant était I'm Like a Bird de Nelly Furtado.  
En plus de chanter professionnellement, elle est également étudiante en droit à Athènes[Quand ?]. Elle a déclaré qu'elle aspirait toujours à terminer ses études de droit et à ne pas se consacrer exclusivement à la musique, même si sa popularité en tant que musicienne est grandissante. 
Son père (Epaminondas Papadeas) et sa sœur (Romy Papadea) sont également avocats au sein du cabinet Papadeas Law[réf. nécessaire].  
Elle commence sa carrière professionnelle en 2011 et réussit à faire plusieurs chansons qui se hissent en tête du classement des meilleures ventes[réf. nécessaire]. En 2012, elle remporte la récompense de meilleur nouvelle artiste aux MAD Video Music Awards[réf. nécessaire]. 
Elle sort son premier album, le 19 décembre 2012, intitulé #1 qui est certifié disque de platine[réf. nécessaire].
Le 13 janvier 2017 l'ERT annonce qu'elle sera la représentante grecque au Concours Eurovision de la chanson 2017.

## Discographie

### Album
- 2012 : #1
- 2014 : Rodino Oneiro